# زدراوچیچی
زدراوچیچی (به صربی: Zdravčići) یک منطقهٔ مسکونی در صربستان است که در پوژگا واقع شده‌است. زدراوچیچی ۵۲۶ نفر جمعیت دارد.